# Andrés Rodríguez Gómez
Andrés Rodríguez Gómez (Colombia Siglo XX - Colombia Siglo XX) fue un político colombiano. Fue Alcalde de Bogotá.

## Biografía
Designado como Alcalde de Bogotá en el gobierno de Gustavo Rojas Pinilla. En su administración se ampliaron las avenida Caracas, las carrera Séptima y carrera Décima así como se avanzó en la iluminación pública de la ciudad. A través del Decreto 604 de 1956, se estableció la celebración del cumpleaños de Bogotá (6 de agosto) como un día vacante para las instituciones públicas de la ciudad.Se dividió la ciudad en 20 localidades, y se celebró el Primer Festival Internacional de Teatro.